# Gudz stränga Budh och helga Lagh
Gudz stränga Budh och helga Lagh är en svensk psalm skriven av Jesper Swedberg.

## Publicerad i
- Den svenska psalmboken 1694 som nummer 383 under rubriken "Psalmer angående Domare".
- 1695 års psalmbok som nummer 325 under rubriken "Psalmer angående Domare".[1]